# 夏寅
夏寅（1423年—？），字正夫，號止軒（止斋），直隸松江府華亭縣人。明朝政治人物。

## 生平
正統九年（1444年）甲子科應天鄉試二十八名舉人，正統十三年（1448年），中式戊辰科進士，授南京吏部主事、郎中。成化元年，升江西按察使司副使，提督學校。后進浙江右參政，解除苛政。之後，升山東右布政使。弘治元年（1488年）致仕歸鄉。

## 佚事
《四友齋叢說》載其收藏宋代名帖《太清樓帖》二三卷，後來為女婿沈霽繼承。

## 家族
曾祖夏庸。祖父夏文勉。父夏璇。